# Сан Виторино (Л'Аквила)
Сан Виторино (итал. San Vittorino) је насеље у Италији у округу Л'Аквила, региону Абруцо.
Према процени из 2011. у насељу је живело 385 становника. Насеље се налази на надморској висини од 709 м.